# فكتور ماير (لاعب كرة قدم)
فكتور ماير (بالألمانية: Viktor Maier)‏ هو مدرب كرة قدم ولاعب كرة قدم ألماني وقيرغيزستاني في مركز الهجوم، ولد في 16 مايو 1990 في Lyuksemburg, Kyrgyzstan ‏ في قيرغيزستان. شارك مع منتخب ألمانيا تحت 16 سنة لكرة القدم ومنتخب ألمانيا تحت 17 سنة لكرة القدم ومنتخب قيرغيزستان لكرة القدم. أما مع النوادي، فقد لعب مع نادي أوسنابروك ونادي فولفسبورغ.

## وصلات خارجية
- فكتور ماير على موقع قاعدة بيانات كرة القدم.إي يو (الإنجليزية)
- فكتور ماير على موقع ناشيونال فوتبول تيمز (الإنجليزية)
- فكتور ماير على موقع Soccerway.com (الإنجليزية)
- فكتور ماير على موقع عالم كرة القدم.نت (الإنجليزية)